# アビシムティ
アビシムティ（紀元前21世紀半ば - 紀元前2029年頃）は古代メソポタミア、ウル第3王朝の王アマル・シンの王妃。シュ・シンによる王位簒奪を手助けし、大后として権勢を振るった。

## 来歴
シリア地方、ハブール川流域の出身であるとされる。アビシムティに限らずウル第3王朝の王妃には辺境の出身者が多い。
ウル第3王朝においては王が死んだ際、その王妃は殉死する習慣があったが、アビシムティは夫アマル・シンの死に際して殉死することはなく、同王朝の王妃の中では例外的な存在である。
アマル・シンとシュ・シンが王位を巡って争うと、夫アマル・シンを見限ってシュ・シンに付きその王位簒奪を助けた。シュ・シンが王位に付くと、弟を補佐役として大后として権勢を振るったと推定されている。彼女はダガン神崇拝や新月祭など、シリア地方の宗教をシュメールに持ち込んでおり、後にメソポタミアの王にとって重要な儀式となる聖婚儀礼の成立にも影響したという説もある。
シュ・シン王が死ぬと彼の王妃、クバティムとともにアビシムティも殉死した。アビシムティが夫の死に際して殉死しなかったのは、つまるところアマル・シンがシュ・シンによって王位を奪われ、王妃であるアビシムティが簒奪者の側に与するという特殊な状況において発生した事象であり、最終的には彼女も1代遅れて殉死することになったと考えられている。